# 辛颖梅
辛颖梅（1967年—），回族，中华人民共和国政治人物、第十一届全国政协委员。
担任全国工商联执委、江苏省青联副主席、江苏擎天信息科技集团董事长。2008年，当选第十一届全国政协委员，代表科学技术界，分入第三十组。